# Onze-Lieve-Vrouw-Geboortekerk (Berbroek)

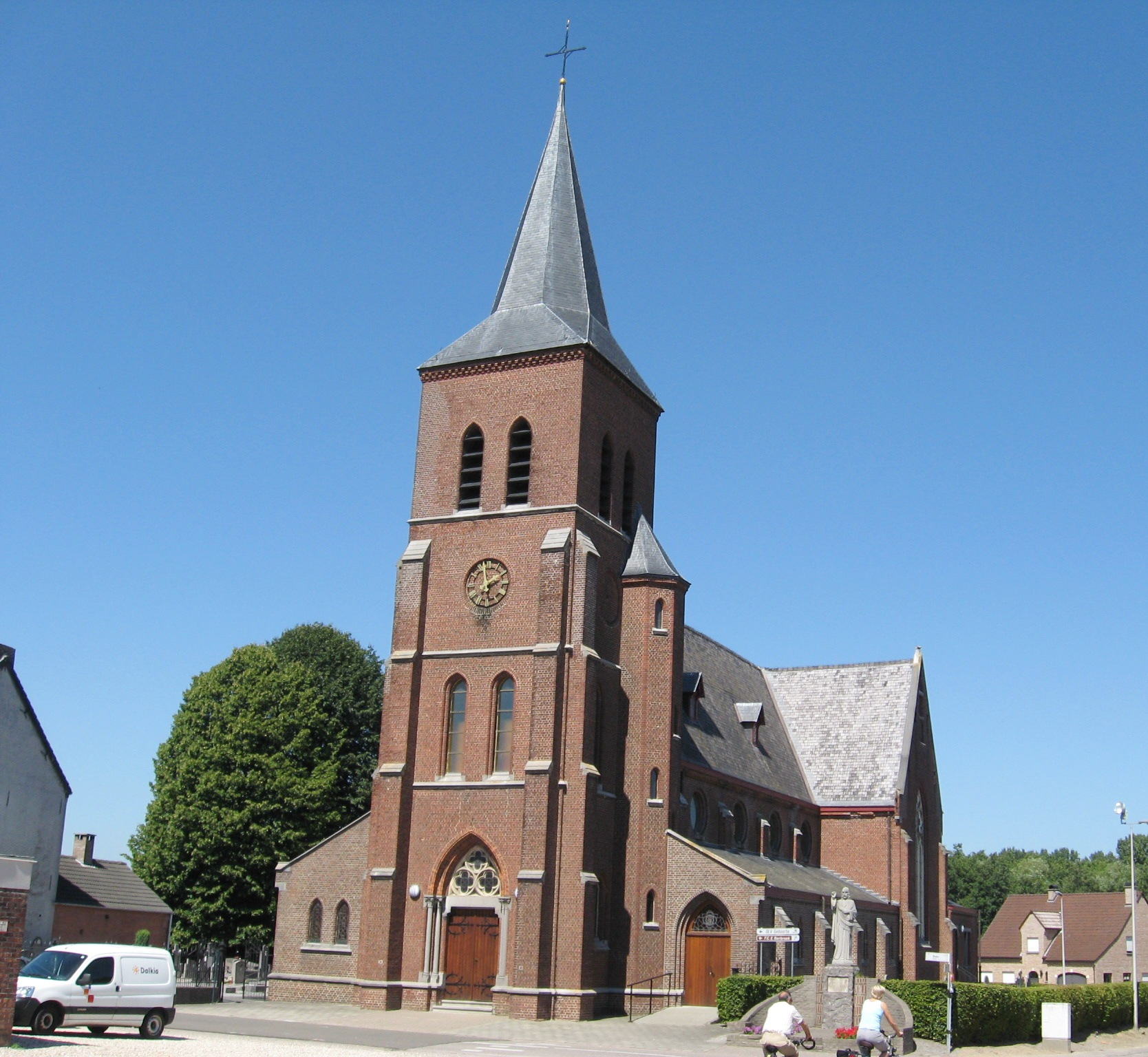
Onze-Lieve-Vrouw Geboortekerk

De Onze-Lieve-Vrouw Geboortekerk is de parochiekerk van Berbroek, gelegen aan de Grotestraat 82 aldaar.
Reeds in 1308 was er sprake van een kapel in Berbroek. Toen scheidde de parochie zich van die van Herk-de-Stad af.
De huidige kerk is echter van 1892. Ze werd nog verbouwd omstreeks 1955. Het is een neogotische kruisbasiliek in baksteen met halfingebouwde toren. De kerk is niet georiënteerd: De toren ligt op het zuiden. Deze vierkante toren heeft vier geledingen en wordt gedekt door een ingesnoerde naaldspits.

## Meubilair
De kerk bezit een eiken, gotische Sint-Anna-ten-Drieën uit de 15e eeuw, een notenhouten apostelbeeld uit de 17e eeuw, een 17e-eeuwse God de Vader met wereldbol, en een 16e-eeuwse Onze-Lieve-Vrouw met Kind. Het laatgotisch kalkstenen doopvont is van 1565. Het heeft maskers op de vier hoeken. Preekstoel en biechtstoel uit de 2e helft van de 17e eeuw zijn in barokstijl en het hoogaltaar, eveneens 17e-eeuws, is mogelijk afkomstig uit de Abdij van Herkenrode.